# Travis Diener
Travis Lyle Diener (Fond du Lac, 1º marzo 1982) è un ex cestista statunitense naturalizzato italiano.
Selezionato con la 38ª scelta assoluta al Draft NBA 2005 dagli Orlando Magic, ha vinto la Coppa Italia nelle edizioni 2014 e 2019 ed è stato eletto MVP della Coppa Italia nel 2014. Nel corso della sua militanza nel campionato italiano ha preso parte a due All Star Game (nel 2011 e nel 2012) ed è risultato il miglior assist-man nella stagione di Serie A 2012-2013. Con la Nazionale italiana ha preso parte ad EuroBasket 2013. Nel 2014, dopo l'iniziale addio alla pallacanestro, la Dinamo Sassari decide di ritirare la sua divisa n°12.

## Caratteristiche tecniche
Gioca nel ruolo di playmaker. È uno specialista dell'assist e non disdegna la conclusione personale in step-back e il tiro da tre punti: nel 2012 ha vinto la competizione nel tiro da tre all'All Star Game, e da quando ha militato nel campionato italiano ha mantenuto una media vicina al 40%.

## Carriera

### High school e college
Dopo aver frequentato la Goodrich High School di Fond du Lac, sua città natale, ed essere stato inserito nel 2001 nel Fourth-team Parade All-American, riceve offerte di ingaggio da parte di alcuni college americani per disputare il campionato collegiale statunitense (NCAA) e sceglie di giocare nella Conference USA per i Marquette Golden Eagles.
In squadra trova dei giocatori di alto livello come Steve Novak e Dwyane Wade (futuro MVP delle Finali NBA) e con loro riesce a raggiungere nel 2003 le NCAA Final Four che mancavano a Marquette dai tempi di Butch Lee nel 1977. Al termine della stagione Wade viene selezionato al Draft NBA e Diener diviene il leader in campo dei Golden Eagles, in queste due stagione tiene una media di 19 punti a partita e viene selezionato in entrambe le annate nel First Team All-Conference USA. Decide quindi di dichiararsi eleggibile al Draft.

### L'esperienza in NBA

#### Orlando Magic: 2005-2007
Nella notte del Draft NBA 2005, tenutosi al Madison Square Garden di New York, Diener viene selezionato con la 38ª scelta assoluta dagli Orlando Magic, che gli offrono un contratto biennale da un milione di dollari.
In Florida si trova a far parte di una squadra solida con giocatori di comprovata esperienza come Grant Hill (al tempo già sette volte NBA All-Star) e giovani molto promettenti come Dwight Howard.
Esordisce nella National Basketball Association (NBA) il 2 dicembre del 2005 in occasione della trasferta contro i Memphis Grizzlies, nella quale mette a referto 3 punti ed un rimbalzo.
Il giorno successivo fa segnare il suo career-high da rookie, mettendo a segno 14 punti nella sconfitta esterna contro i Milwaukee Bucks.
Torna in doppia cifra per punti segnati il 13 ed il 20 gennaio 2006 quando segna 11 e 12 punti, rispettivamente contro i Portland Trail Blazers e gli Charlotte Bobcats.
Nel corso della prima stagione nella NBA fatica molto a trovare spazio nelle rotazioni e disputa, a fine stagione, solo 23 delle 82 partite di stagione regolare, realizzando un totale di 88 punti (3,8 di media).
Alla seconda stagione nella massima serie statunitense cambia poco, Diener non trova spazio nelle rotazioni di coach Brian Hill ma riesce, tuttavia, a migliorare il suo career-high segnando 16 punti ai danni degli Charlotte Bobcats il 14 dicembre 2006.
Conclude la stagione avendo giocato 26 partite con un totale di 98 punti segnati (3,7 di media).

#### Indiana Pacers: 2007-2010
Il 19 giugno del 2007, dopo un breve periodo di free agency, gli Indiana Pacers annunciano l'ingaggio di Diener con un contratto triennale da quasi 5 milioni di dollari.
Nella prima stagione con la franchigia di Indianapolis trova finalmente spazio nelle rotazioni e il 12 gennaio 2008 segna 19 punti nella vittoria contro i Sacramento Kings, migliorando ulteriormente il proprio record personale.
Pochi giorni dopo, il 24 gennaio, scende per la prima volta in campo da titolare e rimane nel quintetto base per 21 partite a causa dell'infortunio del playmaker titolare Jamaal Tinsley.
In questa breve parentesi da titolare mette in mostra il proprio talento segnando 10 punti e 5,8 assist di media a partita e aggiornando il proprio career high di punti segnati in una singola partita il 27 febbraio del 2008, quando mette a referto 22 punti nella sconfitta interna contro gli Chicago Bulls.
La stagione 2007-2008 è di certo la stagione in cui Diener trova il massimo impiego, giocando 66 partite e segnando un totale di 456 punti (6,9 di media).
La stagione successiva Tinsley lascia i Pacers ma Diener non riesce a sostituirlo nel ruolo di point-guard titolare a causa dell'ingaggio di Jarrett Jack, che in quel di Portland aveva già dimostrato di poter ricoprire quel ruolo.
In quest'annata il giocatore di Font du Lac riesce comunque a togliersi alcune importanti soddisfazioni, come l'aver contribuito in maniera significativa con i suoi 13 punti alla vittoria ottenuta in casa contro i Cleveland Cavaliers di LeBron James o con i suoi 12 punti alla vittoria in trasferta contro i Philadelphia 76ers di Andre Iguodala (entrambe vittorie ottenute con un solo punto di scarto sulla squadra avversaria).
Termina la stagione con 55 partite giocate e 206 punti segnati (3,7 di media).
Nella terza annata con la casacca dei Pacers non riesce più a rientrare nelle rotazioni di coach Jim O'Brien e dopo solo 4 partite giocate viene messo fuori squadra a stagione in corso.

#### Portland Trail Blazers: 2010
Nel marzo del 2010 viene ingaggiato, fino al termine della stagione, dai Portland Trail Blazers ma l'impiego in campo di Diener prosegue sulla falsariga della precedente metà di stagione: gioca solo 5 partite per un totale di 3 punti realizzati.
La formazione dell'Oregon, tuttavia, si qualifica per gli NBA Playoffs 2010 e Diener riesce ad entrare in campo in due occasione nel corso del primo turno, perso contro i Phoenix Suns di Steve Nash.

### L'affermazione in Serie A

#### Dinamo Sassari: 2010-2014
Diener dopo le esperienze maturate in NBA decide di trasferirsi oltreoceano ed il 17 agosto 2010 la Dinamo Basket Sassari annuncia l'accordo con il playmaker statunitense a completamento del roster.
Esordisce in Serie A il 23 ottobre nel corso della seconda giornata di campionato e realizza 14 punti nella vittoria casalinga ai danni della Juvecaserta.
A fine stagione gioca 28 partite per un totale di 369 punti (13,2 di media) con un high di 24 punti ottenuto nella 28ª giornata contro la Pallacanestro Varese e risulta uno dei migliori playmaker dell'intero campionato con una media di 4,6 assist a partita.
La società sarda si qualifica ai play-off ma viene eliminata ai quarti di finale dall'Olimpia Milano.
Nel corso della seconda stagione a Sassari i numeri di Diener continuano a migliorare e durante il primo incontro stagionale migliora il proprio career high italiano, segnando 25 punti contro la Novipiù Casale Monferrato. Per l'intera annata viaggia ad una media di 14,4 punti e 5,5 assist e contribuisce alla qualificazione della Dinamo ai play-off.
Questa volta ai quarti l'avversario è la Virtus Bologna che Diener e compagni riescono a eliminare comodamente con un deciso 3-0, ma in semifinale vengono eliminati dalla Mens Sana Siena.
La stagione 2012-2013 è la più prolifica dal punto di vista delle statistiche per la point guard di Font du Lac: 500 punti (17,2 a partita), 217 assist (una media di 7,5 a partita che gli vale il premio di miglior Assist-man della Serie A) ed un season high di 33 punti contro la Mens Sana Siena nell'ultima giornata di stagione regolare.
Ai playoff la Dinamo viene eliminata ai quarti di finale dopo una serie stremante arrivata fino a Gara-7 contro la  Pallacanestro Cantù.
La stagione successiva vince il suo primo titolo, la Coppa Italia del 2014, e viene selezionato come MVP del torneo dopo aver mantenuto una media di 16,3 punti nei tre incontri disputati.
Annuncia il proprio ritiro dal basket giocato al termine della stagione 2013-2014, a soli 32 anni di età.

#### Vanoli Cremona: 2017-oggi
Dopo tre anni di inattività, il 25 luglio 2017 Diener torna nel basket professionistico, firmando un contratto annuale con la Vanoli Cremona, andando a ricomporre il trio con il coach Romeo Sacchetti e il cugino Drake Diener che tanto bene aveva fatto ai tempi di Sassari.
Nella stagione del ritorno gioca in tutte e 30 le partite della stagione (7 volte da titolare) segnando 5 punti di media a partita.
Il 17 febbraio 2019, proprio con Cremona, vince la seconda Coppa Italia della sua carriera. Diener risulta determinante per la vittoria del trofeo, non solo per i 26 punti realizzati nella semifinale contro la Virtus Bologna (6/9 nelle triple), ma soprattutto per la sua abilità nel fornire assist ai compagni (18 complessivi nella manifestazione).
Termina la stagione regolare con 9,1 punti di media e 3,7 assist dimostrando di essere tornato in buona forma fisica.
La Vanoli si qualifica per i play-off e ad i quarti incontra la Pallacanestro Trieste riuscendo a superare il turno dopo 4 partite, mentre in semifinale si trova ad affrontare la Reyer Venezia e viene eliminata dopo Gara-5.
Rinnova per un ulteriore anno con la società cremonese ma dopo appena cinque incontri disputati subisce un lieve infortunio e torna a giocare nella 17ª  giornata. Successivamente il campionato viene interrotto a causa della pandemia di Covid-19.

### Nazionale
Nel 2013, dopo aver ottenuto per matrimonio la cittadinanza italiana, riceve la convocazione dalla Nazionale italiana.
Con la maglia azzurra esordisce il 7 agosto del 2013 durante la Trentino Cup nel match contro la Georgia segnando 5 punti. Prende parte successivamente ad una serie di incontri amichevoli, fra cui le partite contro il Montenegro (nella quale registra il suo career high con la nazionale di 12 punti) e contro la Bosnia ed Erzegovina (10 punti, durante il Torneo dell'Acropolis).
In seguito partecipa ad EuroBasket 2013 dove mantiene una media di 3,2 punti e 1,7 assist a partita.

## Statistiche

### College
| Stagione        | Squadra             | Competizione    | Partite | Partite | Partite | Statistiche tiro | Statistiche tiro | Statistiche tiro | Altre statistiche | Altre statistiche | Altre statistiche | Altre statistiche | Altre statistiche |
| Stagione        | Squadra             | Competizione    | Pres.   | Titol.  | Minuti  | Tiri da 2        | Tiri da 3        | Liberi           | Rimb.             | Assist            | Rubate            | Stopp.            | Punti             |
| --------------- | ------------------- | --------------- | ------- | ------- | ------- | ---------------- | ---------------- | ---------------- | ----------------- | ----------------- | ----------------- | ----------------- | ----------------- |
| 2001-2002       | Marquette G. Eagles | Conference USA  | 33      | 3       | 781     | 20/50            | 57/129           | 51/67            | 81                | 86                | 39                | 2                 | 263               |
| 2002-2003       | Marquette G. Eagles | Conference USA  | 33      | 33      | 1.146   | 55/123           | 69/190           | 74/91            | 105               | 184               | 47                | 5                 | 391               |
| 2003-2004       | Marquette G. Eagles | Conference USA  | 31      | 31      | 1.060   | 89/224           | 90/200           | 136/154          | 97                | 187               | 41                | 0                 | 584               |
| 2004-2005       | Marquette G. Eagles | Conference USA  | 23      | 22      | 783     | 63/144           | 68/168           | 124/148          | 90                | 160               | 31                | 1                 | 454               |
| Totale carriera | Totale carriera     | Totale carriera | 120     | 89      | 3770    | 227/541          | 284/687          | 385/460          | 373               | 617               | 158               | 8                 | 1691              |

### Club

#### NBA Regular season
| Anno      | Squadra             | PG  | PT | MP   | TC%  | 3P%  | TL%  | RP  | AP  | PRP | SP  | PP  |
| --------- | ------------------- | --- | -- | ---- | ---- | ---- | ---- | --- | --- | --- | --- | --- |
| 2005-2006 | Orlando Magic       | 23  | 0  | 10,7 | 42,0 | 43,9 | 83,3 | 0,9 | 0,7 | 0,3 | 0,0 | 3,8 |
| 2006-2007 | Orlando Magic       | 26  | 0  | 11,1 | 42,5 | 36,0 | 80,0 | 0,7 | 1,3 | 0,2 | 0,0 | 3,8 |
| 2007-2008 | Indiana Pacers      | 66  | 21 | 20,5 | 37,0 | 31,8 | 90,1 | 1,7 | 3,8 | 0,5 | 0,1 | 6,9 |
| 2008-2009 | Indiana Pacers      | 55  | 0  | 13,1 | 41,3 | 39,0 | 80,0 | 1,6 | 2,2 | 0,5 | 0,1 | 3,7 |
| 2009-2010 | Indiana Pacers      | 4   | 0  | 6,3  | 16,7 | 20,0 | 0,0  | 0,5 | 1,0 | 0,8 | 0,0 | 0,8 |
| 2009-2010 | Portland T. Blazers | 5   | 0  | 5,2  | 25,0 | 0,0  | 50,0 | 0,2 | 0,8 | 0,2 | 0,0 | 0,6 |
| Carriera  | Carriera            | 179 | 21 | 14,9 | 38,8 | 35,3 | 84,7 | 1,4 | 2,4 | 0,4 | 0,1 | 4,8 |

#### NBA Play-off
| Anno     | Squadra             | PG | PT | MP  | TC% | 3P% | TL% | RP  | AP  | PRP | SP  | PP  |
| -------- | ------------------- | -- | -- | --- | --- | --- | --- | --- | --- | --- | --- | --- |
| 2010     | Portland T. Blazers | 2  | 0  | 3,5 | 0,0 | 0,0 | 0,0 | 0,0 | 1,0 | 0,0 | 0,0 | 0,0 |
| Carriera | Carriera            | 2  | 0  | 3,5 | 0,0 | 0,0 | 0,0 | 0,0 | 1,0 | 0,0 | 0,0 | 0,0 |

#### Serie A Stagione regolare
| Stagione        | Squadra         | Competizione    | Partite | Partite | Partite | Statistiche tiro | Statistiche tiro | Statistiche tiro | Altre statistiche | Altre statistiche | Altre statistiche | Altre statistiche | Altre statistiche |
| Stagione        | Squadra         | Competizione    | Pres.   | Titol.  | Minuti  | Tiri da 2        | Tiri da 3        | Liberi           | Rimb.             | Assist            | Rubate            | Stopp.            | Punti             |
| --------------- | --------------- | --------------- | ------- | ------- | ------- | ---------------- | ---------------- | ---------------- | ----------------- | ----------------- | ----------------- | ----------------- | ----------------- |
| 2010-2011       | Dinamo Sassari  | Serie A         | 28      | 28      | 888     | 84/177           | 44/120           | 69/85            | 98                | 130               | 34                | 0                 | 369               |
| 2011-2012       | Dinamo Sassari  | Serie A         | 29      | 29      | 954     | 85/169           | 65/156           | 54/68            | 92                | 160               | 31                | 0                 | 419               |
| 2012-2013       | Dinamo Sassari  | Serie A         | 29      | 29      | 988     | 111/212          | 69/174           | 71/84            | 84                | 217               | 41                | 0                 | 500               |
| 2013-2014       | Dinamo Sassari  | Serie A         | 27      | 12      | 632     | 49/92            | 28/86            | 26/33            | 56                | 140               | 16                | 0                 | 208               |
| 2017-2018       | Vanoli Cremona  | Serie A         | 30      | 7       | 641     | 23/46            | 30/79            | 14/17            | 71                | 110               | 28                | 0                 | 150               |
| 2018-2019       | Vanoli Cremona  | Serie A         | 29      | 20      | 718     | 42/77            | 46/120           | 41/52            | 62                | 108               | 26                | 0                 | 263               |
| 2019-2020       | Vanoli Cremona  | Serie A         | 10      | 5       | 234     | 6/18             | 20/46            | 13/16            | 20                | 48                | 6                 | 0                 | 85                |
| Totale carriera | Totale carriera | Totale carriera | 182     | 130     | 5055    | 400/791          | 302/781          | 288/355          | 483               | 913               | 182               | 0                 | 1994              |

#### Serie A Play-off
| Stagione        | Squadra         | Competizione    | Partite | Partite | Partite | Statistiche tiro | Statistiche tiro | Statistiche tiro | Altre statistiche | Altre statistiche | Altre statistiche | Altre statistiche | Altre statistiche |
| Stagione        | Squadra         | Competizione    | Pres.   | Titol.  | Minuti  | Tiri da 2        | Tiri da 3        | Liberi           | Rimb.             | Assist            | Rubate            | Stopp.            | Punti             |
| --------------- | --------------- | --------------- | ------- | ------- | ------- | ---------------- | ---------------- | ---------------- | ----------------- | ----------------- | ----------------- | ----------------- | ----------------- |
| 2011            | Dinamo Sassari  | Playoff Serie A | 2       | 2       | 41      | 1/6              | 1/4              | 1/1              | 4                 | 8                 | 2                 | 0                 | 6                 |
| 2012            | Dinamo Sassari  | Playoff Serie A | 6       | 6       | 199     | 19/47            | 9/28             | 0/2              | 17                | 38                | 2                 | 0                 | 65                |
| 2013            | Dinamo Sassari  | Playoff Serie A | 7       | 7       | 234     | 20/55            | 9/30             | 25/28            | 18                | 40                | 7                 | 0                 | 92                |
| 2014            | Dinamo Sassari  | Playoff Serie A | 9       | 7       | 235     | 9/24             | 12/43            | 15/16            | 17                | 46                | 7                 | 0                 | 69                |
| 2018            | Vanoli Cremona  | Playoff Serie A | 3       | 0       | 68      | 7/8              | 3/7              | 5/5              | 6                 | 8                 | 3                 | 0                 | 28                |
| 2019            | Vanoli Cremona  | Playoff Serie A | 9       | 9       | 226     | 15/32            | 16/36            | 5/7              | 19                | 37                | 3                 | 0                 | 83                |
| Totale carriera | Totale carriera | Totale carriera | 36      | 31      | 1003    | 71/172           | 50/148           | 51/59            | 81                | 147               | 24                | 0                 | 343               |

#### Coppa Italia
| Stagione        | Squadra         | Competizione    | Partite | Partite | Partite | Statistiche tiro | Statistiche tiro | Statistiche tiro | Altre statistiche | Altre statistiche | Altre statistiche | Altre statistiche | Altre statistiche |
| Stagione        | Squadra         | Competizione    | Pres.   | Titol.  | Minuti  | Tiri da 2        | Tiri da 3        | Liberi           | Rimb.             | Assist            | Rubate            | Stopp.            | Punti             |
| --------------- | --------------- | --------------- | ------- | ------- | ------- | ---------------- | ---------------- | ---------------- | ----------------- | ----------------- | ----------------- | ----------------- | ----------------- |
| 2013            | Dinamo Sassari  | Coppa Italia    | 2       | 2       | 77      | 5/17             | 2/12             | 9/12             | 10                | 21                | 5                 | 1                 | 25                |
| 2014            | Dinamo Sassari  | Coppa Italia    | 3       | 3       | 86      | 13/19            | 6/14             | 5/6              | 13                | 11                | 1                 | 0                 | 49                |
| 2018            | Vanoli Cremona  | Coppa Italia    | 2       | 0       | 51      | 1/3              | 1/8              | 1/3              | 8                 | 9                 | 1                 | 0                 | 6                 |
| 2019            | Vanoli Cremona  | Coppa Italia    | 3       | 3       | 80      | 4/10             | 9/19             | 6/6              | 3                 | 18                | 2                 | 0                 | 41                |
| 2020            | Vanoli Cremona  | Coppa Italia    | 1       | 0       | 24      | 1/2              | 0/3              | 0/0              | 0                 | 4                 | 0                 | 0                 | 2                 |
| Totale carriera | Totale carriera | Totale carriera | 11      | 8       | 318     | 24/51            | 18/56            | 21/27            | 34                | 63                | 9                 | 1                 | 123               |

#### Supercoppa italiana
| Stagione        | Squadra         | Competizione        | Partite | Partite | Partite | Statistiche tiro | Statistiche tiro | Statistiche tiro | Altre statistiche | Altre statistiche | Altre statistiche | Altre statistiche | Altre statistiche |
| Stagione        | Squadra         | Competizione        | Pres.   | Titol.  | Minuti  | Tiri da 2        | Tiri da 3        | Liberi           | Rimb.             | Assist            | Rubate            | Stopp.            | Punti             |
| --------------- | --------------- | ------------------- | ------- | ------- | ------- | ---------------- | ---------------- | ---------------- | ----------------- | ----------------- | ----------------- | ----------------- | ----------------- |
| 2019            | Vanoli Cremona  | Supercoppa italiana | 1       | 1       | 34      | 2/4              | 4/6              | 0/0              | 4                 | 5                 | 3                 | 0                 | 16                |
| Totale carriera | Totale carriera | Totale carriera     | 1       | 1       | 34      | 2/4              | 4/6              | 0/0              | 4                 | 5                 | 3                 | 0                 | 16                |

#### Eurocup
| Stagione        | Squadra         | Competizione    | Partite | Partite | Partite | Statistiche tiro | Statistiche tiro | Statistiche tiro | Altre statistiche | Altre statistiche | Altre statistiche | Altre statistiche | Altre statistiche |
| Stagione        | Squadra         | Competizione    | Pres.   | Titol.  | Minuti  | Tiri da 2        | Tiri da 3        | Liberi           | Rimb.             | Assist            | Rubate            | Stopp.            | Punti             |
| --------------- | --------------- | --------------- | ------- | ------- | ------- | ---------------- | ---------------- | ---------------- | ----------------- | ----------------- | ----------------- | ----------------- | ----------------- |
| 2012-2013       | Dinamo Sassari  | Eurocup         | 6       | 6       | 200     | 21/45            | 13/34            | 10/13            | 10                | 51                | 5                 | 0                 | 91                |
| 2013-2014       | Dinamo Sassari  | Eurocup         | 14      | 8       | 368     | 22/54            | 18/54            | 11/11            | 28                | 83                | 14                | 0                 | 109               |
| Totale carriera | Totale carriera | Totale carriera | 20      | 14      | 568     | 43/99            | 31/88            | 21/24            | 38                | 134               | 19                | 0                 | 200               |

### Cronologia presenze e punti in Nazionale
| Cronologia completa delle presenze e dei punti in Nazionale - Italia | Cronologia completa delle presenze e dei punti in Nazionale - Italia | Cronologia completa delle presenze e dei punti in Nazionale - Italia | Cronologia completa delle presenze e dei punti in Nazionale - Italia | Cronologia completa delle presenze e dei punti in Nazionale - Italia | Cronologia completa delle presenze e dei punti in Nazionale - Italia | Cronologia completa delle presenze e dei punti in Nazionale - Italia | Cronologia completa delle presenze e dei punti in Nazionale - Italia |
| Data                                                                 | Città                                                                | In casa                                                              | Risultato                                                            | Ospiti                                                               | Competizione                                                         | Punti                                                                | Note                                                                 |
| -------------------------------------------------------------------- | -------------------------------------------------------------------- | -------------------------------------------------------------------- | -------------------------------------------------------------------- | -------------------------------------------------------------------- | -------------------------------------------------------------------- | -------------------------------------------------------------------- | -------------------------------------------------------------------- |
| 07/08/2013                                                           | Trento                                                               | Italia                                                               | 85 - 69                                                              | Georgia                                                              | Torneo amichevole                                                    | 5                                                                    | [ 9 ]                                                                |
| 09/08/2013                                                           | Trento                                                               | Italia                                                               | 76 - 65                                                              | Polonia                                                              | Torneo amichevole                                                    | 0                                                                    | [ 10 ]                                                               |
| 17/08/2013                                                           | Anversa                                                              | Belgio                                                               | 76 - 57                                                              | Italia                                                               | Torneo amichevole                                                    | 2                                                                    | [ 11 ]                                                               |
| 19/08/2013                                                           | Anversa                                                              | Italia                                                               | 79 - 82                                                              | Polonia                                                              | Torneo amichevole                                                    | 8                                                                    | [ 12 ]                                                               |
| 22/08/2013                                                           | Capodistria                                                          | Italia                                                               | 89 - 73                                                              | Montenegro                                                           | Torneo amichevole                                                    | 12                                                                   | [ 13 ]                                                               |
| 24/08/2013                                                           | Capodistria                                                          | Slovenia                                                             | 82 - 84                                                              | Italia                                                               | Torneo amichevole                                                    | 4                                                                    | [ 14 ]                                                               |
| 27/08/2013                                                           | Atene                                                                | Italia                                                               | 63 - 79                                                              | Lituania                                                             | Torneo Acropolis 2013                                                | 5                                                                    | [ 15 ]                                                               |
| 28/08/2013                                                           | Atene                                                                | Italia                                                               | 79 - 82                                                              | Bosnia ed Erzegovina                                                 | Torneo Acropolis 2013                                                | 10                                                                   | [ 16 ]                                                               |
| 29/08/2013                                                           | Atene                                                                | Grecia                                                               | 79 - 65                                                              | Italia                                                               | Torneo Acropolis 2013                                                | 0                                                                    | [ 17 ]                                                               |
| 04/09/2013                                                           | Capodistria                                                          | Russia                                                               | 69 - 76                                                              | Italia                                                               | EuroBasket 2013 - 1ª fase a gironi                                   | 6                                                                    | [ 18 ]                                                               |
| 05/09/2013                                                           | Capodistria                                                          | Italia                                                               | 90 - 75                                                              | Turchia                                                              | EuroBasket 2013 - 1ª fase a gironi                                   | 2                                                                    | [ 19 ]                                                               |
| 07/09/2013                                                           | Capodistria                                                          | Italia                                                               | 62 - 44                                                              | Finlandia                                                            | EuroBasket 2013 - 1ª fase a gironi                                   | 2                                                                    | [ 20 ]                                                               |
| 08/09/2013                                                           | Capodistria                                                          | Grecia                                                               | 72 - 81                                                              | Italia                                                               | EuroBasket 2013 - 1ª fase a gironi                                   | 0                                                                    | [ 21 ]                                                               |
| 09/09/2013                                                           | Capodistria                                                          | Svezia                                                               | 83 - 58                                                              | Italia                                                               | EuroBasket 2013 - 1ª fase a gironi                                   | 0                                                                    | [ 22 ]                                                               |
| 12/09/2013                                                           | Lubiana                                                              | Slovenia                                                             | 84 - 77                                                              | Italia                                                               | EuroBasket 2013 - 2ª fase a gironi                                   | 5                                                                    | [ 23 ]                                                               |
| 14/09/2013                                                           | Lubiana                                                              | Croazia                                                              | 76 - 68                                                              | Italia                                                               | EuroBasket 2013 - 2ª fase a gironi                                   | 5                                                                    | [ 24 ]                                                               |
| 16/09/2013                                                           | Lubiana                                                              | Spagna                                                               | 86 - 81                                                              | Italia                                                               | EuroBasket 2013 - 2ª fase a gironi                                   | 0                                                                    | [ 25 ]                                                               |
| 19/09/2013                                                           | Lubiana                                                              | Lituania                                                             | 81 - 77                                                              | Italia                                                               | EuroBasket 2013 - Quarti                                             | 7                                                                    | [ 26 ]                                                               |
| 20/09/2013                                                           | Lubiana                                                              | Italia                                                               | 58 - 66                                                              | Ucraina                                                              | EuroBasket 2013 - Semifinale 5º-8º posto                             | 2                                                                    | [ 27 ]                                                               |
| 21/09/2013                                                           | Lubiana                                                              | Serbia                                                               | 76 - 64                                                              | Italia                                                               | EuroBasket 2013 - Finale 7º-8º posto                                 | 0                                                                    | [ 28 ]                                                               |
| Totale                                                               |                                                                      | Presenze                                                             | 20                                                                   |                                                                      | Punti                                                                | 75                                                                   |                                                                      |

### Record individuali
Di seguito i record individuali in una singola partita di Travis Diener.
| Statistica       | Serie A                                    | NBA                                     |
| ---------------- | ------------------------------------------ | --------------------------------------- |
| Punti            | 33 vs Mens Sana Siena, 5 maggio 2013       | 22 vs Chicago Bulls, 27 febbraio 2008   |
| Rimbalzi         | 10 vs Pallacanestro Varese, 1º maggio 2011 | 8 vs New Jersey Nets, 22 febbraio 2008  |
| Assist           | 14 vs Reyer Venezia, 17 febbraio 2013      | 10 2 volte                              |
| Stoppate         | -                                          | 1 9 volte                               |
| Palle recuperate | 5 vs Pistoia Basket, 4 febbraio 2018       | 3 2 volte                               |
| Minuti giocati   | 42 vs Virtus Bologna, 21 aprile 2013       | 43 vs New Jersey Nets, 22 febbraio 2008 |

## Palmarès

### Club
- Coppa Italia: 2

Dinamo Sassari: 2014
Vanoli Cremona: 2019

### Individuale
- MVP Coppa Italia: 1

Dinamo Sassari: 2014
- Partecipazioni all'LBA All-Star Game: 2

2011, 2012
- Vincitore della Gara del tiro da 3: 1

2012
- Miglior Assist-man: 1

Dinamo Sassari: 2012-2013
- First-team All-Conference USA: 2

Marquette Golden Eagles: 2004, 2005
- Fourth-team Parade All-American: 1

Goodrich Cardinals: 2001
- Divisa n°12 ritirata dalla Dinamo Sassari